# Zitterteiche
Die Zitterteiche sind ein Naturschutzgebiet in der niedersächsischen Gemeinde Lähden in der Samtgemeinde Herzlake im Landkreis Emsland.

## Lage und Größe
Das aus zwei Teilen bestehende Naturschutzgebiet mit dem Kennzeichen NSG WE 020 ist 2,9 Hektar groß und liegt an der von Holte nach Herzlake führenden Straße. Es wird weitgehend von intensiv genutzten Äckern eingerahmt. Der größere Teil im Osten ist 2,4 Hektar groß, der kleinere, westliche Teil umfasst 0,5 Hektar.
Das zwei unterschiedlich große Heideweiher enthaltene Gelände steht seit dem 17. Juli 1937 unter Naturschutz. Zuständige untere Naturschutzbehörde ist der Landkreis Emsland.

## Flora und Vegetation
Der größere Weiher ist etwa 100 × 150 Meter groß und nur bis zu 50 cm tief. Daher fällt er in dürren Jahren weitgehend trocken. Er enthielt einstmals nährstoffarmes Wasser und wies daher ursprünglich eine ganze Reihe seltener Pflanzenarten auf, die an dieses Milieu angepasst waren. Noch zu Beginn der 1940er Jahre dehnten sich im Wasser große Bestände des Schmalblättriger Igelkolben (Sparganium angustifolium) und des  Strandlings (Litorella uniflora) aus. Am Ostufer fand sich in großer Zahl die Rosmarinheide (Andromeda polifolia). Allerdings machten sich schon damals erste Anzeichen einer Eutrophierung bemerkbar, wie die Vorkommen von Blutweiderich (Lythrum salicaria) und Wasserfenchel belegen.
Zu den weiteren Kostbarkeiten des Gebietes gehörten:
- Lungen-Enzian (Gentiana pneumonanthe)
- Moorlilie (Narthecium ossifragum)
- Mittlerer Sonnentau (Drosera intermedia)
- Rundblättriger Sonnentau (Drosera rotundifolia)
- Krähenbeere (Empetrum nigrum)
- Moosbeere (Vaccinium oxycoccus)

Diese Arten sind infolge der zunehmenden Eutrophierung längst verschwunden.
Das Gewässer ist heute stark mit Nährstoffen belastet, da zu den angrenzenden Ackerflächen keine ausreichende Pufferzone vorhanden ist. Heute gedeihen hier vor allem meso- bis eutraphente Arten, wie Fieberklee, Schnabel-Segge, Sumpf-Blutauge, Schilfrohr und Breitblättriger Rohrkolben. An die Verlandungszone grenzen zum Teil ausgedehnte Weiden-Faulbaumgebüsche.
Der kleinere, nur etwa 40 × 60 Meter große Weiher im Westen enthielt früher Bestände des seltenen Sumpfhartheus (Hypericum elodes). Auch hier wurde die ursprüngliche Vegetation weitgehend durch Schnabel-Segge, Breitblättrigen Rohrkolben (Typha latifolia) und Flatterbinse (Juncus effusus) verdrängt.